# Rachael Yamagata
Rachael Yamagata (Arlington, Virginia, 23 de septiembre de 1977) es una cantautora y música estadounidense.

## Historia
Hija de padres divorciados, Rachael Yamagata dividió su tiempo entre su padre, un abogado de Washington y graduado de Harvard japonés-americano, y su madre, una artista/pintora neoyorquina de ascendencia italiana y alemana. Yamagata se graduó en la Escuela Holton-Arms de Bethesda, Maryland en 1992.

## Carrera musical

### Bumpus
Yamagata comenzó como vocalista en la banda de funk-fusion de Chicago Bumpus, donde pasó seis años escribiendo y grabando tres álbumes con la banda y realizando una gira por Estados Unidos. En 2001, tras haber escrito varias canciones que no coincidían con el estilo funk de la banda, Yamagata decidió lanzarse en solitario. En septiembre de 2002, logró un contrato de dos discos con Arista Records, y su EP extendido homónimo salió a la venta en octubre.

### Carrera en solitario
Yamagata hizo una aparición en el segundo álbum de Jason Mraz, en un dueto llamado "Did You Get My Message?". También participó en las canciones "Fireflies", "The Believer" y "Barfly" del CD en solitario de Rhett Miller, así como en "Till the Sun Turns Black" de Ray LaMontagne y en "Let It Ride", "Cold Roses" y "Friends" del álbum Cold Roses de Ryan Adams. También cantó en los coros de seis canciones de un álbum de Bright Eyes, Cassadaga.
Su primer álbum completo, Happenstance, salió a la venta en junio de 2004, producido por John Alagia. Realizó videoclips de los sencillos "Worn Me Down" y "1963".
Yamagata contribuyó al álbum Wild Hope de Mandy Moore con una canción titulada "Ladies Choice", y de igual forma participa en los coros de esta canción, y de la canción "Wild Hope".
Sus canciones han aparecido en varias series de televisión norteamericanas, como Charmed, Nip/Tuck, Men In Trees, The O. C. o Brothers & Sisters, y ha sido el uso de I'll find a way como fondo en las escenas del fallecimiento del personaje de Lucía en la serie española Los Serrano lo que ha dado a conocer a la artista en ese país. 
En el 2006 su tema "Meet me by the water" se escuchó en los créditos de la película Bella, de Alejandro Gómez Monteverde, ganadora del premio People Choice Award en el Festival Internacional de Cine de Toronto.
Su tipo de voz es Contralto.
En 2008, tras lanzar un EP, Loose Ends, volvió a lanzar un álbum de larga duración Elephants ...Teeth Sinking into heart. Su tercer álbum de estudio fue lanzado en el otoño de 2011, Chesapeake. En 2012 vuelve a grabar nuevo álbum The noisetrade loft sessions mixtape and more y recientemente un nuevo EP llamado Heavy Weight. En junio de 2016, acaba de lanzar un álbum en acústico titulado Acoustic Happenstance, versión acústica de su primer trabajo. Y en septiembre de 2016, ha visto la luz su último trabajo que lleva por título, Tightrope Walker.

## Discografía

### Álbum de estudio
- Happenstance (2004)
- Elephants...Teeth Sinking Into Heart (7 de octubre de 2008)
- Chesapeake (2011)
- Acoustic Happenstance (2016)
- Tightrope Walker (2016)

### EP
- Rachael Yamagata EP (2003)
- Live at the Loft & More (2005)
- Loose Ends EP (2008)
- Covers EP (2011)
- Chesapeake (2012)
- Heavyweight EP (2012)
- Tightrope Walker (2016)

### Sencillos
- "Worn Me Down"
- "Letter Read"
- "1963"
- "Be Be Your Love"
- "Elephants"
- "Faster"
- "Sunday Afternoon"
- "Starlight"
- "Deal Breaker"
- "Even If I Don't"
- "Heavyweight"

### En Directo / Compilaciones
- Live at the Loft (Promo EP) (2004)
- Japan 2005 Tour Sampler
- Live at the Bonnaroo Music Festival (2004)
- Sony Connect Sets (2005)
- KCRW Sessions: Rachael Yamagata (2005) Solo en iTunes
- Napster session: Rachael Yamagata (2005)Solo en iTunes

### Compilaciones
- I. C. Independent Celebration, Vol. 1 (2015, Birdstone Records) (song: "Saturday Morning")

### Contribuciones
- Bumpus (1999)
- Steroscope(Bumpus) (2001)
- WFUV: City Folk Live VII - "Worn Me Down" (2004)
- Toots and the Maytals - True Love (2004)
- Ryan Adams - Cold Roses (2005)
- Jason Mraz - Mr. A-Z (2005)
- Chris Holmes - Blister of the Spotlight (2006)
- Rhett Miller - The Believer (2006)
- Ray LaMontagne - Till the Sun Turns Black (2006)
- Bright Eyes - Four Winds (2007)
- Bright Eyes - Cassadaga (2007)
- Ben Arthur - Mouhfeel (2007)
- Mandy Moore - Wild Hope (2007)
- Jill Cunniff - City Beach (2007)
- John Francis - "The Better Angels" (2010)
- Katharine McPhee - Unbroken (2010)
- Terra Naomi - To Know I'm Ok (2011)
- Muppets: The Green Album (2011), performing "I'm Going to Go Back There Someday"